# Li Chan-myung
Li Chan-myung   (Corea del Nord, 2 de gener de 1947), també Ri Chan Myong, fou un futbolista nord-coreà de la dècada de 1960.
Fou internacional amb la selecció de futbol de Corea del Nord amb la qual participà a la copa del Món de futbol de 1966.
A nivell de club destacà com a jugador de Kigwancha Sports Club.